# Центрозавр
Центрозавр (лат. Centrosaurus) — род птицетазовых динозавров из семейства цератопсидов, группы маргиноцефалов, живший в меловом периоде (около 75 миллионов лет назад) на территории нынешней Северной Америки. Окаменелости были найдены в Канаде (провинция Альберта) и США (штат Монтана). Впервые название таксону предложено палеонтологом Ламбе в 1904 году. Представлен двумя видами — C. apertus и C. brinkmani.

## Находки
В провинции Альберта, Канада недалеко от посёлка Хильда, в 50 км к северу от города Медисин-Хэт на площади около 2,3 км² найдены тысячи костей Centrosaurus apertus. Возраст останков — около 76 миллионов лет.

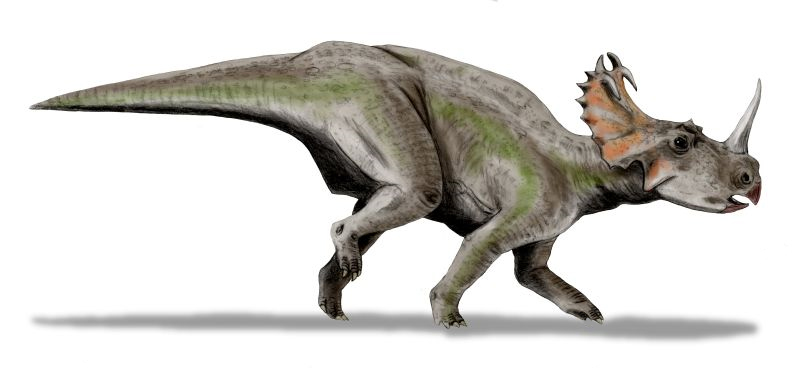
Реконструкция C. apertus

## Описание
Центрозавр был травоядным «однорогим» динозавром размером с корову. Существует ряд доказательств, что рог этого динозавра был оружием в его постоянной внутривидовой схватке между самцами, конкурирующими за самок. Внушительные челюстные мышцы центрозавра позволяли ему поедать чрезвычайно жёсткую листву.
Найденное в провинции Альберта множество костей доказывает, что стада этих травоядных динозавров насчитывали от нескольких сотен до нескольких тысяч особей.